# Орлов, Иван Давыдович
Ива́н Давы́дович Орло́в (3 февраля 1870 — 14 марта 1918, Новочеркасск) — русский генерал, донской казак, герой Первой мировой войны.

## Биография
Православный. Из дворян войска Донского, казак станицы Старочеркасской. Сын генерал-лейтенанта Давыда Ивановича Орлова (1840—1916) от его первого брака с графиней Варварой Петровной Шуваловой (1850—1872), внук генерал-лейтенанта И. А. Орлова и графа П. П. Шувалова. Крещен 17 февраля 1870 года в церкви Александра Невского русского посольства в Париже при восприемстве деда И. А. Орлова и прабабушки княгини В. П. Бутера.
Окончил Пажеский корпус (1891), был выпущен хорунжим в Казачий лейб-гвардии полк.
Чины: сотник (1895), подъесаул (1898), есаул (1902), войсковой старшина (1904), полковник (за отличие, 1906), генерал-майор (за отличие, 1913), генерал-майор Свиты (1914).
Командовал сотней Казачьего полка. С апреля 1904 года служил во 2-м Дагестанском конном полку. В его составе участвовал в русско-японской войне, затем был прикомандирован к полевому штабу Маньчжурской армии (август 1904).
В 1906—1912 годах служил адъютантом командующего войсками Гвардии и Петербургского военного округа.
Командовал 1-м Донским казачьим полком (1912—1913), лейб-гвардии Казачьим полком (1913—1915). Участвовал в Первой мировой войне. Также командовал 3-й бригадой 1-й гвардейской кавалерийской дивизии (1915), Забайкальской казачьей бригадой (1915—1917) и 9-й Донской казачьей дивизией (1917). В 1915 году был награждён Георгиевским оружием
За то, что, командуя Гвардейской казачьей бригадой и находясь в боевой линии в течение боев 9-го, 10-го, 11-го февраля 1915 г., задержал наступление превосходного в силах противника вдоль р. Бобра в районе Моцарже, угрожавшее  обходом соседних частей, до подхода пехоты, причем отбил все повторные атаки противника.
В Гражданскую войну воевал в Донской армии: был начальником войск Макеевского района, находился в распоряжении атамана. Был взят в плен большевиками и казнен в Новочеркасске.

## Награды
- Орден Святой Анны 3-й ст. с мечами и бантом (1904);
- Орден Святого Станислава 2-й ст. с мечами (1904);
- Орден Святой Анны 2-й ст. с мечами (1905);
- Орден Святого Владимира 4-й ст. с мечами и бантом (1905);
- Орден Святого Владимира 3-й ст. с мечами (1915);
- Орден Святого Станислава 1-й ст. с мечами (1915);
- Георгиевское оружие (ВП 25.07.1915);
- Орден Святой Анны 1-й ст. с мечами (1916);
- Орден Святого Владимира 2-й ст. с мечами (1916).

Иностранные:
- французский Орден Почётного легиона (1914).